# Mark Warner
Mark Robert Warner, född 15 december 1954 i Indianapolis, Indiana, är en amerikansk politiker (demokrat). Han representerar delstaten Virginia i USA:s senat sedan 2009. Han var Virginias guvernör från 2002 till 2006. 

## Biografi
Warner utexaminerades 1977 från George Washington University. Han avlade 1980 juristexamen vid Harvard Law School. Han var sedan medarbetare till senator Christopher Dodd och var med om att grunda företaget som senare blev Nextel. Han investerade även i andra företag inom telekommunikationsbranschen och hans förmögenhet växte. Han gifte sig 1989 med Lisa Collis.
Warner var ordförande för demokraterna i Virginia 1993-1995. Han utmanade sittande senatorn John Warner (inte släkt) i senatsvalet 1996 och förlorade valet med 47,4% av rösterna mot 52,5% för John Warner.
Warner efterträdde 2002 Jim Gilmore som guvernör i Virginia. Han efterträddes 2006 av partikamraten Tim Kaine. John Warner ställde inte upp till omval i senatsvalet 2008. Mark Warner vann valet med 65% av rösterna mot 34% för Jim Gilmore.
Warner har identifierats som en radikal centrist,som arbetar för att främja kompromisser i senaten.
Från och med år 2015, var han den rikaste amerikanska senatorn.